# نیو پست (ویسکانسین)
نیو پست (به انگلیسی: New Post) یک منطقهٔ مسکونی در ایالات متحده آمریکا است که در Hunter واقع شده‌است. نیو پست ۳۰۵ نفر جمعیت دارد و ۴۰۵ متر بالاتر از سطح دریا واقع شده‌است.